# Pedro Amigo de Sevilha
Pedro Amigo de Sevilha (ou Pedr'Amigo) foi um jogral galego, ativo na segunda metade do século XIII na corte do rei castelhano Afonso, o Sábio, em Sevilha.
Julga-se que fosse natural de Betanzos, estando referenciado como cónego das Sés de Oviedo e de Salamanca. O último documento onde surge referenciado é de 1308, pelo que se presume ter falecido após essa data. 
Compôs trinta e seis cantigas que figuram nos Cancioneiros da Ajuda, Biblioteca Nacional e da Vaticana, a saber, quatro cantigas de amor, dez de amigo, dezoito cantigas de escarnho e maldizer, três tenções e ainda uma pastorela.
Uma das suas cantigas mais famosas é o diálogo entre mãe e filha sobre um pretedente desta, provavelmente um trovador:
– Dizede, madre, por que me metestes
en tal prison e por que mi tolhestes
que non possa meu amigo veer?
- Porque, filha, des que o vós conhocestes
nunca punhou ergu’en mi vos tolher.
E sei, filha, que vos trag’enganada
con seus cantares, que non valen nada,
que lhi podia quen quer desfazer.
- Non dizen, madr’, ess’en cada pousada,
os que trobar saben ben entender.
Sacade-me, madre, d’estas paredes
e veerei meu amigu’e veredes
que logo me met’en vosso poder.
- Non vos sacarei d’aquestas paredes,
nen m’ar venhades tal preito mover,
ca sei eu ben qual preito vos el trage
e sodes vós, filha, de tal linhage
que devía vosso servo seer.
- Coidades vós, madre, que é tan sage
que podess’el comigu’esso poer?
Sacade-me, madre, destas prijões,
ca non avedes de que vos temer.
- Filha, ben sei eu vossos corações,
ca non queren gran pesar atender.
Outra cantiga de amigo bastante conhecida sua é:
Moiro, amiga, desejando
meu amigo, e vós no vosso
mi falades, e non posso
estar sempre en esto falando.
Mais queredes falar migo?
Falemos do meu amigo.
Queredes que todavia
eno vosso amigo fale
vosco e, se non, que me cale,
e non posso eu cada dia.
Mais queredes falar migo?
Falemos do meu amigo.
Amiga, sempre queredes
que fale vosco, e falades
no vosso amigo e cuidades
que posso eu; non o cuidedes.
Mais queredes falar migo?
Falemos do meu amigo.
Non avedes d'al cuidado
sol que eu vosco ben diga
do vosso amigo; e, amiga,
non posso eu, nem é guisado.
Mais queredes falar migo?
Falemos do meu amigo.